# Amy Sedaris

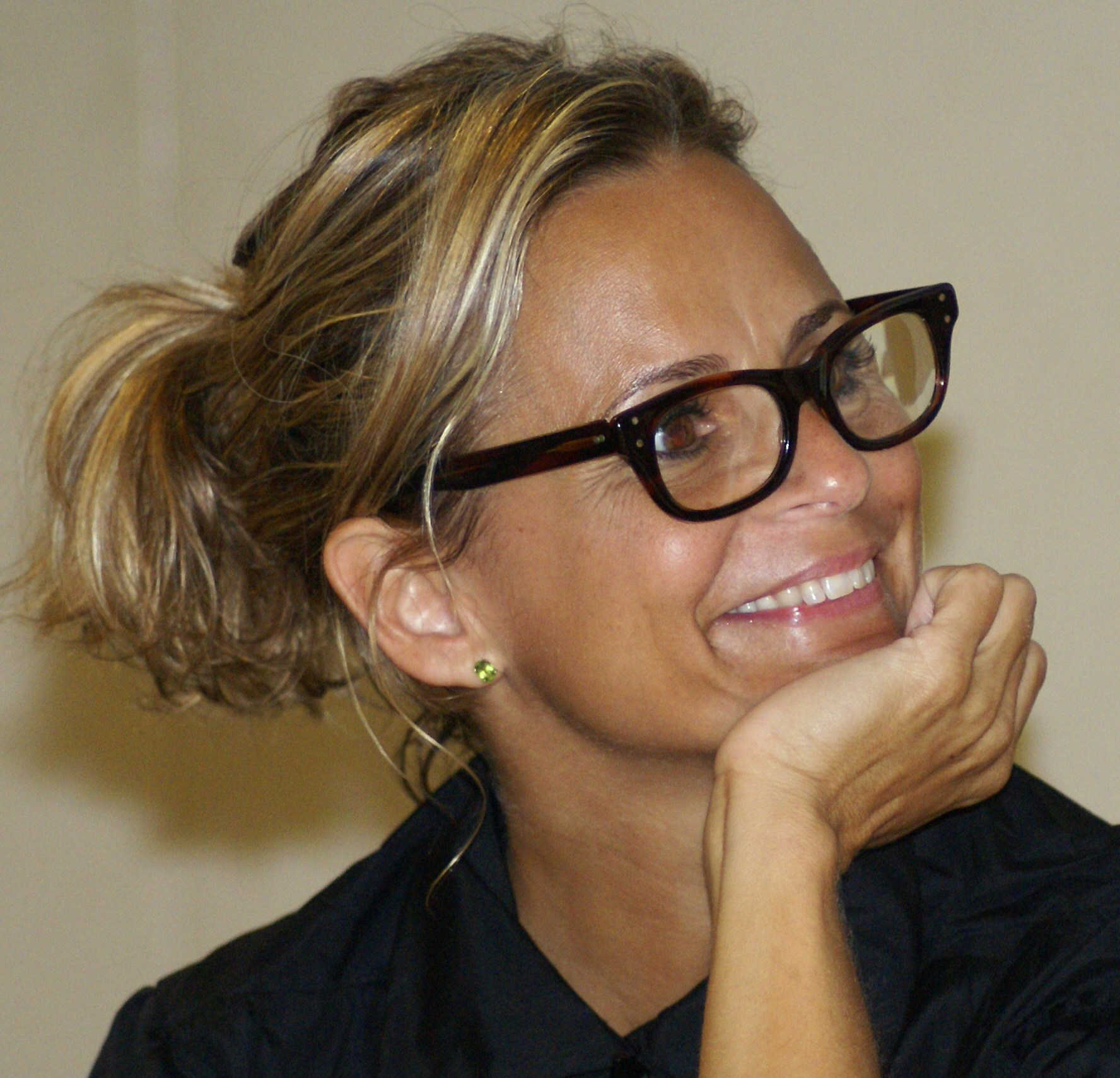
Amy Sedaris (2007)

Amy Louise Sedaris (* 29. März 1961 in Endicott, New York) ist eine US-amerikanische Schauspielerin und Komikerin.

## Leben und Leistungen
Sedaris hat griechische Vorfahren; der Autor David Sedaris ist ihr Bruder. Sie war zeitweise Mitglied des Theaterensembles The Second City. Ihre erste Filmrolle spielte sie neben Tim Curry im Fernsehfilm Big Deals aus dem Jahr 1991. In der Abenteuerkomödie Sechs Tage, sieben Nächte (1998) mit Harrison Ford spielte sie die Rolle der Sekretärin von Robin Monroe (Anne Heche). Besonders bekannt machten sie ihre Auftritte in der für den Sender Comedy Central produzierten Comedyserie Strangers with Candy, in der sie in den Jahren 1999 und 2000 auftrat.
In der romantischen Komödie Manhattan Love Story (2002) spielte Sedaris an der Seite von Jennifer Lopez und Ralph Fiennes eine der größeren Rollen. In der Komödie Strangers with Candy (2005) übernahm sie die Hauptrolle. In der Komödie Dedication (2007) war sie an der Seite von Billy Crudup und Mandy Moore zu sehen. In der Netflix-Animationsserie BoJack Horseman sprach sie zwischen 2014 und 2020 im Original Princess Caroline.
Seit 2011 tritt sie als Wäsche-Expertin in Werbespots für Weichspülerkapseln der Marken Downy und Lenor des Waschmittelunternehmens Procter & Gamble auf, welche unter anderem in Deutschland, den Niederlanden, Österreich, der Slowakei und dem Vereinigten Königreich ausgestrahlt werden.

## Filmografie (Auswahl)
- 1991: Big Deals
- 1995–1996: Exit 57 (Fernsehserie)
- 1997: Alles Unheil kommt von oben (Commandments)
- 1998: Sechs Tage, sieben Nächte (Six Days Seven Nights)
- 1999–2000: Strangers with Candy (Fernsehserie, 30 Folgen)
- 2002: Manhattan Love Story (Maid in Manhattan)
- 2002–2003: Monk (Fernsehserie, 2 Folgen)
- 2002–2003: Sex and the City (Sex & the City, Fernsehserie, 4 Folgen)
- 2003: School of Rock
- 2003: Buddy – Der Weihnachtself (Elf)
- 2005: Strangers with Candy
- 2005: Verliebt in eine Hexe (Bewitched)
- 2005: Romance & Cigarettes
- 2005: Himmel und Huhn (Chicken Little, Stimme von Foxy Loxy)
- 2005: Stay
- 2006: Full Grown Men
- 2006: My Name Is Earl (My Name is Earl, Fernsehserie, Folge 2x04)
- 2007: Engel im Schnee (Snow Angels)
- 2007: Dedication
- 2007: Shrek der Dritte (Shrek the Third, Stimme von Cinderella)
- 2007: Rescue Me (Fernsehserie, 2 Folgen)
- 2009: Dance Flick – Der allerletzte Tanzfilm (Dance Flick)
- 2009: Jennifer’s Body – Jungs nach ihrem Geschmack (Jennifer’s Body)
- 2009: Old Dogs – Daddy oder Deal (Old Dogs)
- 2009, 2012: American Dad! (Animationsserie, 3 Folgen)
- 2009: The New Adventures of Old Christine (Fernsehserie, Folge 5x10)
- 2009: Das Mädchen von Tanner Hall (Tanner Hall)
- 2009: The Closer (Fernsehserie, Folgen 4x14–15)
- 2010: Upper East Side Society – Schulstart mit Hindernissen (The Best and the Brightest)
- 2010: The Middle (Fernsehserie, Folge 1x18)
- 2011: Der gestiefelte Kater (Puss in Boots, Stimme von Jill)
- 2011–2012: Good Wife (The Good Wife, Fernsehserie, 3 Folgen)
- 2011: Hot in Cleveland (Fernsehserie, Folgen 2x10–11)
- 2011: Bob’s Burgers (Animationsserie, Folge 1x11, Stimme von Samantha)
- 2011: Royal Pains (Fernsehserie, Folge 2x13)
- 2012: 30 Rock (Fernsehserie, Folge 7x04)
- 2013–2014: Alpha House (Webserie, 14 Folgen)
- 2013: Super Buddies (Stimme von Betty)
- 2014–2020: BoJack Horseman (Animationsserie, Stimme von Princess Caroline)
- 2014: Kiss the Cook – So schmeckt das Leben! (Chef)
- 2014: Suddenly Single! Alles auf NEU (Goodbye To All That)
- 2014: Broad City (Fernsehserie, Folge 1x09)
- 2015–2016: Unbreakable Kimmy Schmidt (Netflix-Serie, 6 Folgen)
- 2016–2019: Star gegen die Mächte des Bösen (Animationsserie, 10 Folgen, Stimme von Mina Loveberry)
- 2017: Steven Universe (Animationsserie, Folge 5x02, Stimme der Zircons)
- 2017–2021: No Activity (Animationsserie, 25 Folgen, Stimme von Janice)
- 2019: Der König der Löwen (Stimme eines Rüsselspringers)[3]
- seit 2019: The Mandalorian (Fernsehserie, 4 Folgen)
- 2020: Save Yourselves!
- 2021: Boss Baby – Schluss mit Kindergarten (The Boss Baby: Family Business, Stimme von Tina)
- 2022: Das Buch von Boba Fett (The Book of Boba Fett, Fernsehserie, Folgen 1x05, 1x07)
- 2022: Dicktown (Animationsserie, Stimme von Giovanna, 5 Folgen)
- 2022: Girls5eva (Fernsehserie, Folge 2x04)
- 2022: Harley Quinn (Animationsserie, Folge 3x06, Stimme von Debbie)
- 2022: Clerks III
- 2023: Jemand, den ich mal kannte (Somebody I Used to Know)
- 2023: Ghosted
- 2024: Beth und das Leben (Life & Beth, Fernsehserie, 2 Folgen)
- 2024: Fantasmas (Fernsehserie, Folge 1x05)
- 2024: Frasier (Fernsehserie, Folge 2x04)
- 2024: Doctor Odyssey (Fernsehserie, Folge 1x04)
- 2025: Die Schlümpfe: Der große Kinofilm (Smurfs, Stimme von Jaunty)